# Залізняк Марко Микитович
Марко Микитович Залізняк (28 березня 1893, Сергіївка, Бахмутський повіт, Катеринославська губернія — 10 листопада 1982, хутір Романівка (Донецька область) — фотохудожник та краєзнавець з Донеччини, відомий як автор документальних світлин про життя українського села, зокрема у часи колективізації та Голодомору.

## Біографія
Марко Залізняк народився 28 березня 1893 року в селі Сергіївка Бахмутського повіту Катеринославської губернії, нині Покровський район Донецької області у селянській родині. Закінчив двокласну школу. Батько мав 7 десятин надільної землі та був набожною людиною.
Був одружений двічі. Перша дружина, з якою Марко Залізняк побрався у 1912 році, померла після складних пологів у 1918-му, залишивши чоловіка з 5-річним сином і донькою, якій було 3 дні. За рік Желізняк одружився вдруге. Дружина Марія Леонтіївна народила Маркові трьох синів і трьох дочок і мала звання Мати-героїня.

### Перші світлини
У 12-річному віці Марко Желізняк прочитав у газеті оголошення: «Хто хоче заробити 100 карбованців на місяць, займись фотографією». Після цього за наколядовані під час різдвяних свят 4 карбованці замовив з магазину Вернера у Харкові свій перший фотоапарат. Перші спроби фотографування виявились невдалими, але з апаратом Марко з того часу не розлучався і пізніше згадував у щоденнику:
|  | І ось я почав фотографувати... Та проявляти в конюшні у темному вуглі, при відкритих дверях, і отримував чорну пластину. Батько, посміхаючись, мені говорить: “На коробці написано “Фотокартонет”, значить карток нет”. Але згодом до нас у село приїхало німецьке сімейство... І я побачив, як їх син проявляє фото в кімнаті, зовсім закриваючи вікна ковдрою. Я став робити також, і в мене знімки стали гарно виходити. |

### Перша світова та Громадянська війни

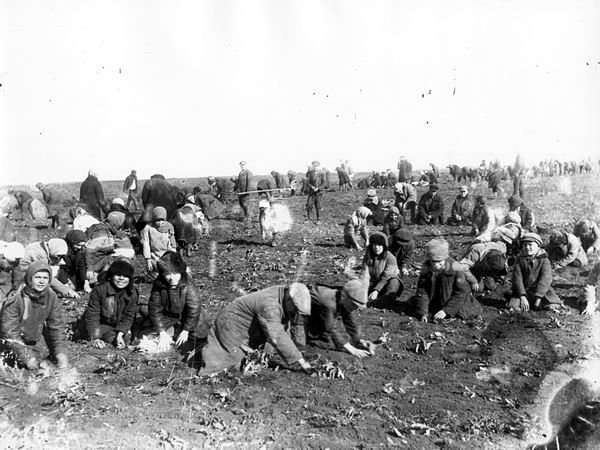
Діти збирають мерзлу картоплю, с. Удачне Донецької області. Фото М. М. Желізняка

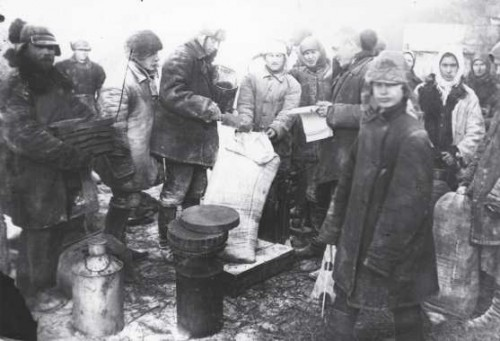
Видача продуктів колгоспникам за трудодні, с. Удачне Донецької області. Фото М.Желізняка

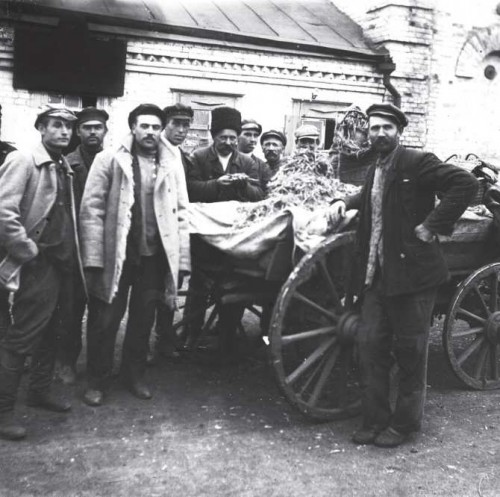
Активісти с. Удачне Донецької області з конфіскованими колосками біля сільради, 1932 р. Фото М.Желізняка із ЦДКФФА України

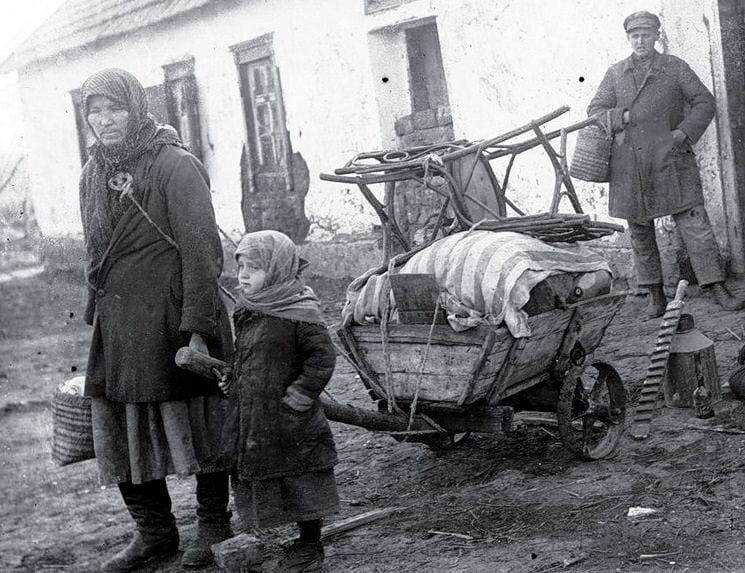
Розкуркулена сім'я біля свого будинку в с. Удачне Донецької області. 1930-ті рр. Фото Марка Залізняка з Центрального державного кінофотофоноархіву України.

З початком Першої світової війни Залізняк був призваний до армії. На фронті фотографував однополчан — в окопах, під вогнем, на відпочинку. 5 травня 1915 р. під час бою був тяжко поранений у груди. Під час переїзду до Москви на лікування загубив речовий мішок зі знаряддям, зробленими на передовій негативами та першим фотоапаратом.
У шпиталі при музеї Олександра ІІІ (нині Палац мистецтв) познайомився з княгинею Варварою Миколаївною Трубецькою, яка працювала там сестрою милосердя. Вона запросила солдата до свого маєтку під Москвою, де Залізняк доліковувався та фотографував родину Трубецьких.
Після лікування був зарахований у збірну роту, а наказом № 267 від 15.10.1915 зарахований до списків 49-го піхотного Брестського полку, 9 роти. У № 41 журналу Огонёк за 1916 рік уперше опубліковано знімок фронтового кореспондента Залізняка.
За мужність та відвагу в роки Першої світової війни Марко Микитович був нагороджений Георгіївським хрестом 4 ступеню (№ 556062, наказ № 58 від 1917 року) та срібною нагрудною медаллю «За Усердие» на Станіславській стрічці (наказ № 5, 1917 р.).
Революція 1917 року застала Залізняка у Румунії. На Батьківщину повертався важко: пішки пройшов Бессарабію, верхи на конях доїхав до П'ятихаток, а потім на дахах вагонів додому. У рідне село Сергіївку Залізняк повернувся наприкінці березня 1918 року.
У грудні 1919 року Залізняк був мобілізований до лав Червоної армії, де служив секретарем мобілізаційного відділу повітового військкомату до 1923-го. По завершенні служби оселився з родиною на хуторі Романівка.

### Співпраця з Д. Яворницьким
Навесні 1929 року у Дніпропетровську Марко Желізняк познайомився з видатним українським істориком та етнографом Дмитром Яворницьким. Академік високо оцінив світлини Залізняка, листувався з ним, запрошував до себе в гості всю його сім'ю. У 1931—1932 рр. Марко працював фотографом в археологічній експедиції, що проходила під керівництвом Яворницького на узбережжі Дніпра та території ДніпроГЕС. На прохання вченого протягом десяти років збирав для нього етнографічні матеріали. У листі до Желізняка від 25 листопада 1930 Яворницький писав:
|  | Це є живі картини з живого життя українського народу, дорогий матеріал для науки етнографії. Йдіть і далі по тому ж шляху: знімайте характерні типи людей, їх житла, одежу, хазяйські приладдя, худобу — все, що коло чоловіка й для чоловіка. Записуйте народні пісні, казки, прислів'я, загадки, окремі виразні слова, лайки, вуличні прізвища — в усьому цьому виявляється душа, серце, розум, бажання живого чоловіка. |

У 1960-70-ті рр. власний архів листів Яворницького та його портретів Залізняк особисто передав до інституту при Академії наук, зустрічався з Іваном Шаповалом під час його роботи над біографією вченого.

### Голодомор
Після повернення з експедиції до рідного села Залізняк отримував запрошення працювати фотографом у НКВС, завербуватися на лідолам «Сєдов», але на ці пропозиції не погодився. Щоби врятувати велику родину від голоду, в селищі Гришине обміняв свої нагороди з Першої світової на два пуди хліба та вивіз рідних з Романівки. Влаштувався у травні 1932 на будівництво динасового заводу, що на той час розпочиналось у Гришиному — там видавали хлібні картки. Працював «модельником», слюсарем, створив докладний фотолітопис будівництва заводу.
У 1933 році Залізняк повернувся знов на хутір Романівка. Працював у колгоспі ім. Дем'яна Бідного в селі Удачне змивачем молока, бджолярем колгоспної пасіки. На початку 1930-х рр. в Удачному та довкола діялося те саме, що по всій радянській Україні: колективізація , розкуркулення, відбирання хліба, виселення до Сибіру. Желізняк методично фіксував усе, що відбувалося на його очах. Через «незручні» знімки його неодноразово викликали на допити. Вже після смерті Сталіна на звороті багатьох світлин того часу Марко Залізняк написав коментарі. Один із них:
|  | При обыске обнаружена утайка зерна у Пантелеймона Емца. Председатель гнет маты самому лучшему хлеборобу района (Емцу) в присутствии начальника НКВД. Который как всегда: "Снимай, Железняк, нам вредителей". (...) Пантелеймона повезли на Соловки и там он погиб в Сибири, в лагере. |

У 1934-му в результаті конфлікту з головою сільської ради (той вимагав колгоспного меду для особистих потреб) Залізняк був засуджений за розорення та крадіжку колгоспної пасіки (на суму 7 тисяч карбованців) на п'ять років з виселенням у табори. Для родини, що залишилась без господаря, настали чорні дні. Дітей годували супом з картопляного лушпиння. На зароблені в колгоспі 600 трудоднів нічого не дали, тому що батько був засуджений.
Залізняк подав апеляцію, справа тяглася майже рік, але в результаті звинувачення з Марка Микитовича зняли, а голову колгоспу та сільського голову було заарештовано та засуджено на чотири роки. Після цих подій Залізняк працював фотографом, теслею, з 1938-го — бригадиром з садівництва у колгоспі.

### Друга світова війна та повоєнні роки
Під час німецької окупації 1941-1943 рр.. Залізняк перебував удома. Після приходу Червоної армії у 50-річному віці був призваний на фронт. Воював за Ленінград та у Карелії, де був поранений. У Ленінграді знаходився на лікуванні, а після видужання завідував у місті двома овочесховищами. Навесні 1945 року організовував городно-підсобне господарство шпиталю на 7-ми гектарах, розташоване в 75 км від Ленінграду. Згодом знов повернувся на хутір Романівка, де спочатку працював конюхом, а з 1948 по 1954 — зливачем молока від міськмолокозаводу, і конюхом, і візником — від колгоспу.
Вийшовши на пенсію у 1954-му, Марко Залізняк займався виноградарством, бджолярством, садівництвом. Був завідувачем пересувною бібліотекою, зустрічався з краєзнавцями, навчав фотомистецтву школярів та студентів. Останні роки жив удвох із сином Андрієм, професійним фотографом.
Навіть у похилому віці Марко Залізняк продовжував знімати епізоди сільського життя з великою майстерністю та захопленням. У 1970 році він став лауреатом фестивалю самодіяльного мистецтва УРСР, присвяченого 100-річчю з дня народження Володимира Леніна та володарем бронзової медалі, переможцем обласного фестивалю самодіяльного мистецтва, у 1972 — переможцем обласного фестивалю самодіяльного мистецтва за серію знімків «Пройшли роки».
Помер у листопаді 1982, похований у Романівці (територія села Новосергіївка Удачнянської ОТГ Донецької області).

## Пам'ять
Відзняті Желізняком матеріали лягли в основу документальних фільмів «Миті нашого життя», «Симфонія Донбасу», «Старий і новий Дніпро», «Голодомор» та інших. Фотографії села Удачне часів Голодомору друкувались у місцевих газетах, підручниках з історії України, газеті Голос України, австралійському часописі Вільна думка.
Більша частина архіву Марка Залізняка була передана його сином Андрієм, в Центральний історичний архів м. Києва. Частина фотографій, особисті речі та щоденники були передані до Красноармійського історичного музею (нині Покровський історичний музей). Сьогодні вони займають гідне місце в експозиції музею.
У 1995 році Донецькою обласною державною телерадіокомпанією був створений документальний фільм «Мгновения века уходящего» (https://www.youtube.com/watch?v=gWfp9BJmbrA&t=5s) про життєвий та творчий шлях фотографа Марка Залізняка. Участь у створені фільму брали співробітники Красноармійського історичного музею. В 2005 році фільм був представлений на всеукраїнському музейному фестивалі "Музей третього тисячоліття" на базі Дніпропетровського національного музею ім.Д.І.Яворницького, за що був нагороджений дипломом лауреата даного фестивалю. 
У 2013 році в Красноармійському історичному музеї була проведена низка заходів до 120-річчя з дня народження Марка Залізняка.
У 2015 році біографію та світлини Желізняка було опубліковано Українським інститутом національної пам'яті в рамках вшанування «Людей правди» — людей, які ризикуючи кар'єрою, свободою або навіть життям зробили все, щоб зберегти та поширити правдиві відомості про Голодомор.

У 2017 році команда проекту «Метамісто:Схід» відкрила в місті Покровськ громадський простір «Залізняк», названий на честь Марка Микитовича. Під час відкриття простору відбулася презентація виставки «Мозаїка Залізняка» створеної під кураторством  Олександра Михеда на основі світлин Марка Залізняка. Сьогодні виставка «Мозаїка Залізняка» знаходиться в Покровському історичному музеї і доступна широкому загалу. У квітні дана виставка експонувалася в Чернігівському літературно-меморіальному заповіднику Михайла Коцюбинського. 

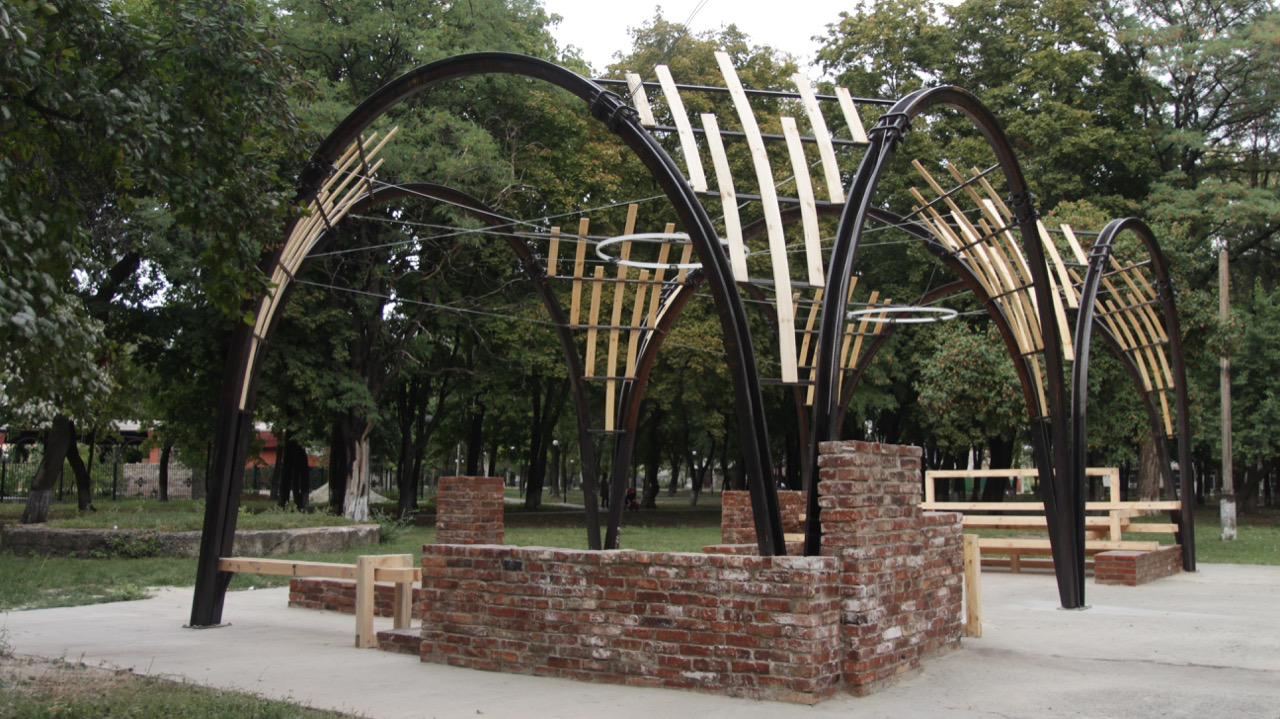
Залізняк простір

На весні 2018 р. в м. Покровськ організовано відкритий фотоконкурс «Миттєвості нашого життя» з нагоди 125-річчя від дня народження Марка Залізняка. 1 червня 2018 року в Соборному сквері м. Покровськ відбувся фестиваль «Залізняк-fest» з нагоди 125-річчя з дня народження фотомитця. В рамках фестивалю підбито підсумки фотоконкурсу «Миттєвості нашого життя», пройшли фотовиставки, майстер-класи, створені фотозони та ігрові локації. В планах - проводити фестиваль щороку.
У місті Покровськ є вулиця Марка Залізняка.